# 44 Nisa
Nisa (asteroide 44) é um asteroide da cintura principal com um diâmetro de 70,64 quilómetros, a 2,06370889 UA. Possui uma excentricidade de 0,14853334 e um período orbital de 1 378,21 dias (3,78 anos).
Nisa tem uma velocidade orbital média de 19,1316467 km/s e uma inclinação de 3,70256145º.
Este asteroide foi descoberto em 27 de Maio de 1857 por Hermann Goldschmidt. Seu nome vem da terra mítica grega Nisa.